# Bioko Norte
Bioko Norte is de meest bevolkte van de zeven provincies van Equatoriaal Guinea, de omvang is 776 km². De nationale hoofdstad Malabo ligt in deze provincie, evenals de provinciehoofdstad Rebola. Het zuidelijk deel kent minder bewoning en is flink bebost. Het wordt deels in beslag genomen door Parque nacional del Pico Basilé, een 330 km2 groot nationaal park, opgericht in het jaar 2000. 

## Geografie
Bioko Norte beslaat het noordelijk deel van het eiland Bioko, het zuidelijk deel is Bioko Sur. Het eiland ligt in de Atlantische Oceaan, 40 km voor de kust van Kameroen. De kleinere stad Santiago de Baney ligt in het noordoosten. Aan de noordoostkust ligt het resort Sipopo, met onder andere een hotel van de Sofitel-keten. Het dorp Basupu ligt ten noordwesten van de hoofdstad Malabo.
De provincie wordt gedomineerd door tropisch regenwoud en heeft weinig stedelijke ontwikkeling. In de bossen van Rebola, Baney en de Moka Valley liggen volgens een publicatie van Human Rights Watch landmijnen. Het zuidelijk en centraal deel is zwaar bebost en heuvelachtig in het gebied van het Parque Nacional del Pico Basilé. Het nationaal park strekt zich uit tot over het noordelijk deel van de aangrenzende provincie. Bij de noordoostkust ligt het onbewoonde eiland Islote Horacio (3° 46′ NB, 8° 55′ OL).

## Demografie
In de provincie wonen veel Bubi, die de Bubi-taal spreken. De dichter Behori Sipi Botau (1960), afkomstig uit Rebola, thans woonachtig in de Verenigde Staten, is van Bubi-afkomst.

##### Bevolkingsontwikkeling
| jaar | inwoners |
| ---- | -------- |
| 1983 | 46.221   |
| 1994 | 75.137   |
| 2001 | 231.428  |
| 2013 | 181.525  |
| 2015 | 299.836  |

De bevolking van Bioko Norte is sterker gegroeid dan die van het land als geheel.
Annobón · Bioko Norte · Bioko Sur · Centro Sur · Kié-Ntem · Litoral · Wele-Nzas